# Dawny klasztor cystersów w Starych Bogaczowicach
Dawny klasztor cystersów w Starych Bogaczowicach – zabytkowa plebania w Starych Bogaczowicach, w powiecie wałbrzyskim.
Zabytkowa plebania przy ul. Głównej. Zbudowana z kamienia. Na plebanii znajdują się m.in.: zabytkowe obrazy olejne na płótnie z XVIII w. (Matka Boża Bolesna, Trzej Królowie u Heroda, Męczeństwo Chrystusa, Chrystus Dobry Pasterz), portrety opatów (olej na płótnie), ponadto rzeźby przedstawiające Matkę Bożą (barok z XVIII w.), bł. Bronisława oraz św. Józefa, a także zabytkowa kropielnica w kształcie muszli z XVIII w.